# Racławice (Basses-Carpates)
Pour les articles homonymes, voir Racławice.
Racławice est une localité polonaise de la gmina et du powiat de Nisko en voïvodie des Basses-Carpates.